# Atelopus bomolochos
Atelopus bomolochos is een kikker uit de familie padden (Bufonidae) en het geslacht klompvoetkikkers (Atelopus). De soort komt endemisch voor in Ecuador. Atelopus bomolochos werd voor het eerst wetenschappelijk beschreven door James Arthur Peters in 1973.

## Verspreiding
Atelopus bomolochos leeft in de Cordillera Oriental, een onderdeel van de Andes in de provincies Azuay en Cañar in Ecuador. De soort leeft in nevelwouden en páramo's op hoogtes tussen 2.500 en 2.800 meter boven zeeniveau. Atelopus bomolochos komt onder meer voor in Nationaal park Sangay. Lange tijd dateerden de laatste waarnemingen uit het begin van de jaren tachtig van de twintigste eeuw. Door de internationale natuurbeschermingsorganisatie IUCN wordt Atelopus bomolochos daarom beschouwd als 'kritiek'. In 2015 werd een restpopulatie bij Sigsig in Azuay ontdekt. Bioparque Amaru heeft een fokprogramma opgezet voor Atelopus bomolochos.

## Uiterlijke kenmerken
Het kleurenpatroon van de huid van Atelopus bomolochos varieert van geel, koffiebruin en zwart tot groengeel. De rug is zwart van kleur en de buik geel. Op de flanken bevinden zich gele wratten. De kop is klein en plat. Atelopus bomolochos heeft korte poten.

## Leefwijze
Atelopus bomolochos is dagactief en leeft nabij rivieren en beekjes. Kleine insecten zoals krekels en mieren zijn het voornaamste voedsel. Atelopus bomolochos kan meer dan tien jaar oud worden.